# アルゴ・ガルスキー
アルゴ・ガルスキーは、アニメ『機動武闘伝Gガンダム』に登場する、架空の人物。ネオロシア代表のガンダムファイター（声：宇垣秀成）。

## 人物
- 国籍:ネオロシア
- 出身地:スペースコロニー[1]
- 年齢:26歳[1]
- 生年月日:F.C33年9月13日[1]
- 身長:219cm[1]
- 体重:101kg[1]
- 血液型:O型[1]
- 星座:乙女座[1]
- 特技:パワーレスリング[1]

ネオロシア代表のガンダムファイター。筋骨隆々の体躯は2メートルを超す巨漢で、元・宇宙海賊の頭目。後にシャッフル同盟・ブラック・ジョーカーの称号を受け継ぐ。その厳つい見た目からか大会最年少のサイ・サイシーにはオッサンと呼ばれているが実は26歳と見た目に反してかなり若い。寡黙かつ冷静沈着な性格。大男の外見が表すように怪力の持ち主な上、頭もキレる。その頼もしさは海賊時代の部下達からも慕われていた。
彼の率いる海賊達は全宇宙に悪名を轟かせていたが、ある事故により部下共々コロニー警察に捕まってしまう。部下の釈放を条件にガンダムファイトへの参戦を強いられており、常に手錠と命令を拒否できないよう胸には小型爆弾を付けられている。
ファイティングスーツは緑を基調としている。装着時にも爆弾付き胸部ベルトと手錠は残る。
海賊ではあるが強い者との戦いこそがアルゴの目的であり、無益な殺生は行わない主義であった。海賊としては特異な存在だったと言え、前述の通り自分の釈放より部下の釈放を優先していることからも、強面で屈強な見た目に反して非常に他人思いであることがわかる。戦いにおいても自身より力量の低い相手とは戦おうとせず、ドモン・カッシュとのファイトまでは、海賊時代から戦いの中に喜びを感じたことはなかった。
クルーである、ナスターシャ・ザビコフとは当初は単なる監督と囚人でしかなかったが、後にナスターシャがアルゴのファイトに心を開き、「一つの勝利は2人の物」と言うほどに近しい関係となった。

## 劇中での活躍
初登場は第5話。ネオロシアの収容所にドモン・カッシュが投獄された際にはスパイとしてシャイニングガンダムの在り処を探っていたが、彼の強さを見出した後ネオロシアの方針に背いてガンダムファイトを引き起こすために脱獄の手助けをする。その後、出撃したボルトガンダムは遠隔操作によりドモンたちを狙うがアルゴは無断で乗り込み、シャイニングガンダムに戦いを挑む。左腕部をもぎ取るなど圧倒的なパワーファイトを見せるものの、結果は引き分けとなる。しかしアルゴはファイトに満足しており、後に「良いファイトだった」とドモンに伝えた。尚、『超級』においては、収容所側のスパイという設定はなく、度々脱走する問題囚人として描かれている。
ドモンとのファイトの後、ネオロシアは自分達から一つでも敵を倒して打って出る作戦に変更。ネオカナダ代表のアンドリュー・グラハムのランバーガンダムを標的とする。アルゴは妻・ノーマの仇と自身を狙うグラハムの挑戦を受ける形でボルトガンダムを無断で駆り、彼との戦いに赴く。しかしランバーガンダムのコックピットにはレインが人質として同乗しており、彼女を救出するためにドモンのシャイニングガンダムが割って入った。この結果足場が崩れてしまい、ランバーガンダムは崖に捕まる形で2人は命の危機に陥るも、詰め寄ったアルゴは彼らを救う。その後ナスターシャの報告によってアルゴは事故の際、故意に殺害を行ったのではなく、逆にノーマを救出しようとしていた事実が判明。「自分が殺したも同然」とその罪を重く受け止めていたアルゴはグラハムの気持ちを汲みつつ、カナダを後にした。
新宿では東方不敗マスター・アジアの罠により、DG細胞に感染。チボデー・クロケット、サイ・サイシー、ジョルジュ・ド・サンドと共にドモンを襲うが、ブラック・ジョーカーに浄化されてシャッフルの紋章を受け継ぎ、新シャッフル同盟の一員となる。
その後はギアナ高地に駐留。サイ・サイシーと遭遇し、彼からガンダムファイトを申し込まれるがアルゴは戦いを拒否。その後、マスターの放ったデスドラゴンによりネオロシアのキャンプ場が襲撃され、犯人をサイ・サイシーと判断したナスターシャの命令によりドラゴンガンダムと戦う。機敏に動き回る相手に対し、最小限の動きで対処したアルゴは持久戦に追い込むもドラゴンガンダムの奇策によって身動きが取れなくなる。しかし自ら腕を引き千切りながらも一矢報い、それによる体力消耗とサイシーがスタミナ切れを起こしたために決着はつかなかった。その後、キャンプを襲った真犯人がデスドラゴンと判明し、シュバルツとドモンが撃破。先のファイト拒否の理由を尋ねるサイシーに、最初戦わなかったのは彼が本調子でなかったからだと話し、再び会うことを約束して去る。この際、他の新シャッフル同盟メンバーがデビルガンダムの幻影を恐れ脅えていた中で、アルゴただ一人のみそれを跳ね除けていたなど、シャッフル同盟随一の精神の強さが垣間見られた。
ネオホンコンで行われた第13回ガンダムファイト決勝リーグ戦ではネオスウェーデン代表のアレンビー・ビアズリーの駆るノーベルガンダムに48秒で敗北するなどの黒星もあったが順調に勝ち進み、終盤ではランバーガンダムを撃破している。その後はランバーガンダムのアンドリュー・グラハムとタッグを組み、ドモンのゴッドガンダムとアレンビーのノーベルガンダムと戦う。ゴッドガンダムを追い詰めるもガイアクラッシャーを使った際に機体へかかる負担が想定以上に大きく、ボルトガンダムの膝関節が耐えきれず破壊されてしまい、あと一歩のところで敗北してしまった。彼のみ他のメンバーと違ってドモン・カッシュとの戦闘にてハイパーモードを得たのではなく、独自に会得していたようである。その戦いの中、アルゴの仲間を思う気持ちを感じ取ったグラハムは改心し、ウォン・ユンファの計らいでバーサーカーモードを強制発動させられ暴走するアレンビーから彼を庇い救っている。
ランタオ島での最終バトルロイヤルではサイ・サイシーのドラゴンガンダムと交戦していたが、デビルガンダムの出現にドモンと合流。ドモンを先に向かわせ、サイ・サイシーと共にデビルガンダム四天王・ガンダムヘブンズソードと戦う。
その後はナスターシャの独断により釈放され、ネオジャパンコロニー内部の死闘に他のシャッフル同盟の4人と共に参加し、勝利に導いている。なお、エンディングにおいて彼女から頬にキスされた模様。

### ガンダムファイト歴
- サバイバルイレブン
  - △シャイニングガンダム
  - -ランバーガンダム（試合中断）
- 決勝大会
  - ×ノーベルガンダム
  - ○ランバーガンダム
  - ×ゴッドガンダム&ノーベルガンダム
  - ×ガンダムシュピーゲル
- バトルロイヤル
  - ドラゴンガンダムと交戦、その後ガンダムヘブンズソードと相討ちで失格

## 主な搭乗機
- GF13-013NR ボルトガンダム

## テーマソング
チャイナシャッフル
作詞 - 安藤芳彦、作曲 - 出雲麻紀子、編曲 - 工藤隆、歌 - 山口勝平、宇垣秀成

## その他の媒体での活躍
CDドラマ「世界高達骨牌拳」ではドモン達と映画に見に行った際、映画は一番前で見る主義として、サイ・サイシーに迷惑がられていた。ほかに幼女に興味を示したり、観終わった後で白玉入りの餡蜜が食べたいと発言するなど、意外な一面を見せた。

## 評価
『愛と戦いのロボット 完全保存版』で発表されたアンケート「みんなで選ぶロボットアニメーションベスト100」では、「一番カッコイイヒーローは？」で第88位にランクインした。